# أندلسية إسبانية

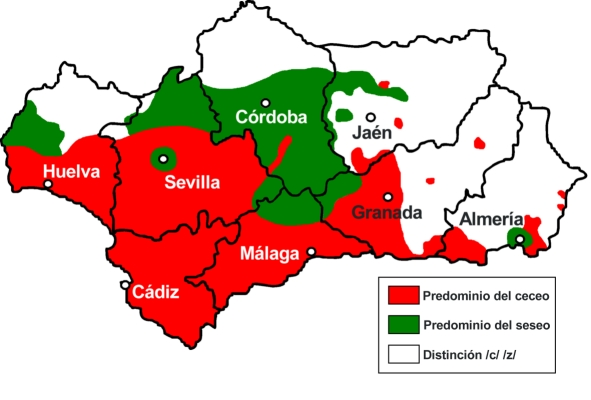
اختلافات اللهجة الأندلسية

لهجة أندلسية (الأسبانية:Andaluz) (لهجة أندلسية:Andalú)هي اللهجة الأسبانية المستعملة في إقليم أندلسيا، سبتة، مليلية وجبل طارق وتختلف من حيث نطق الكلمات ومن حيث المعجم، وهي ثاني لهجة من حيث عدد المتكلمين بها في إسبانيا، وتختلف عن الأسبانية الرسمية أو القشتالية (castillano).
يوجد تشابه بين اللهجة الأندلسية واللهاجات المستعملة في أمريكا الجنوبية وذلك نظرا لهجرة الأندلسيين الكثيفة إلى مستعمرات إسبانيا في أمريكا اللاتينية، حيث تشترك هذه اللهجات نفس الخصائص مثل استعمال كلمة ustedes بدل vosotros لقول 'انتم'.

## تصنيف
لأسباب تاريخية وسياسية.وعلى مر السنين حاول البعض تصنيف اللهجة الأندلسية كلغة منفصلة عن الأسبانية. لدرجة أن وزارة التعليم والعلوم في حكومة الأندلس الجهوية تشير إلى اللهجة بــ "modalidad lingüística andaluza" (النمط اللغوي الأندلسي) بدل الإشارة إليها ب"Dialecto Andaluz" (لهجة أندلسية)

## المكانة الاجتماعية
اللهجة الأندلسية هي لغة موسيقى الفلامنكو الرئيسية. وتستخدم من طرف مختلف طبقات المجتمع الأندلسي، إلا أنها في باقي مناطق إسبانيا تقل مرتبتها مقارنة مع القشتالية. وتعززت هذه النظرة للأندلسية في الخمسينات والستينيات أثناء الهجرة المكثفة للريفينن الأندلسيين إلى مناطق أكثر ثراء. خاصة مدريد وبرشلونة
اللكنة الأندلسية تستعمل أحيانا في الشخصيات الكوميدية لاضفاء نوع من الضحك.